# Loki Schmidt
Hannelore "Loki" Schmidt, nata Glaser (Amburgo, 3 marzo 1919 – Amburgo, 21 ottobre 2010), è stata la moglie dell'ex cancelliere federale Helmut Schmidt.

## Biografia
Hannelore Glaser è nata nel 1919 ad Amburgo. Sposò  nel 1942 Helmut Schmidt (1919-2015) futuro cancelliere della Germania occidentale.
Nel 1976, Loki Schmidt fondò la Stiftung zum Schutze gefährdeter Pflanzen (Fondazione per la protezione delle piante a rischio di estinzione), che in seguito divenne nota come Stiftung Naturschutz Hamburg und Stiftung zum Schutze gefährdeter Pflanzen (Fondazione per la tutela della natura di Amburgo per la protezione delle piante in pericolo di estinzione)
Nel 1980, ha promosso la campagna Flower of the Year, una campagna di sensibilizzazione pubblica per la protezione dei fiori selvatici in via di estinzione in Germania. Per questo lavoro è stata insignita del titolo di professore dall'Università di Amburgo. Era dottoressa onoraria dell'Accademia delle scienze russa a San Pietroburgo e dell'Università di Amburgo.

### Ultimi anni

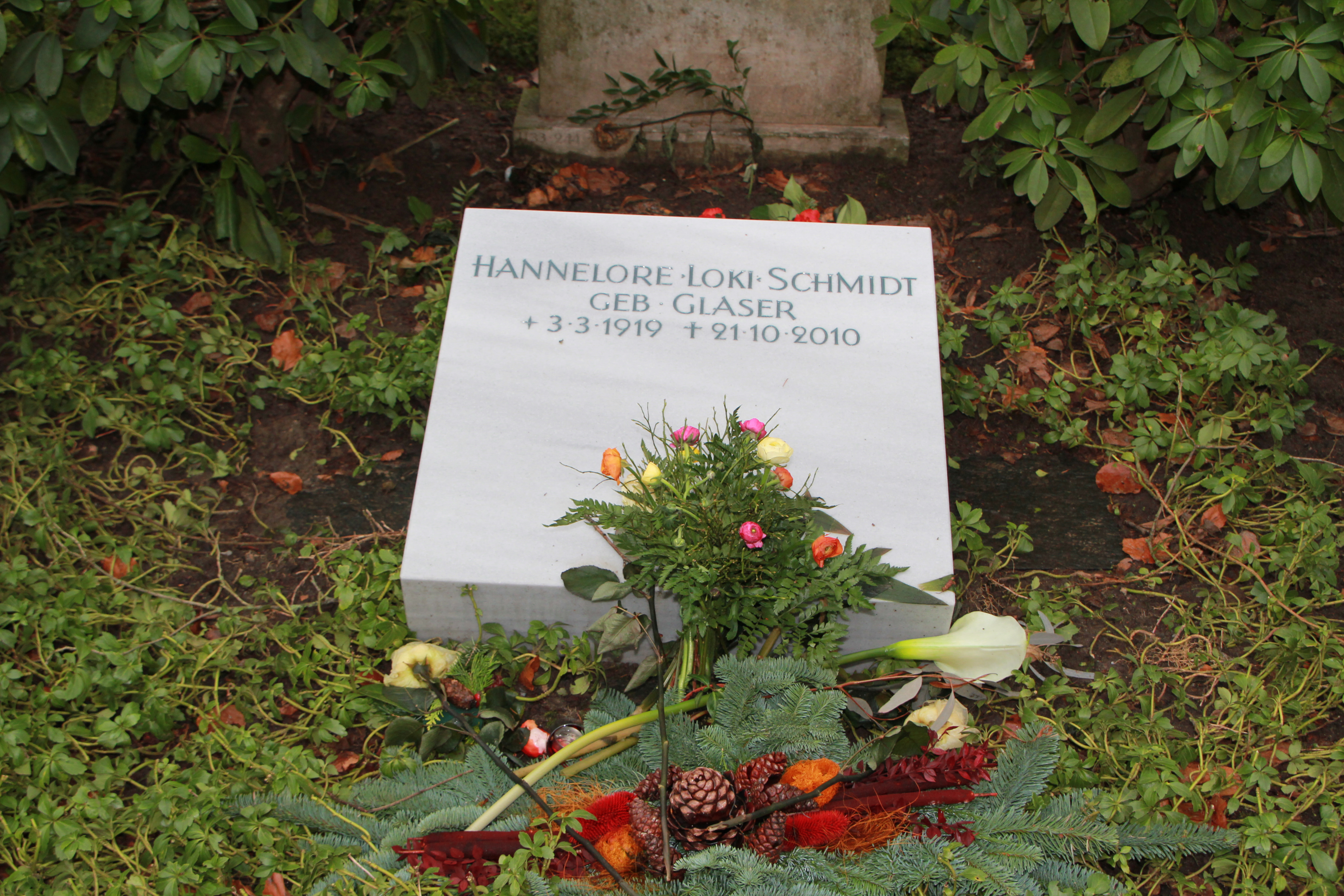
Tomba-urna di Loki Schmidt

Nel 2009 ha ricevuto la cittadinanza onoraria (Ehrenbürgerschaft) di Amburgo. È morta durante la notte del 20/21 ottobre 2010, all'età di 91 anni, nella sua casa di Langenhorn. Il matrimonio con Helmut Schmidt è durato 68 anni. È stata sepolta nel cimitero di Ohlsdorf.

### Vita privata
Loki e Helmut Schmidt avevano un figlio (che morì da bambino) e una figlia.

## Eredità
La Puya loki-schmidtiae, la Pitcairnia loki-schmidtiae e lo scorpione Tityus lokiae sono così chiamati in suo onore.

## Pubblicazioni
- Schützt die Natur: Impressionen aus unserer Heimat. Herder Verlag, 1979, ISBN 3-451-18225-4.
- H.-U. Reyer, W. Migongo-Buke und L. Schmidt: Field Studies and Experiments on Distribution and Foraging of Pied and Malachite Kingfishers at Lake Nakuru (Kenya). In: Journal of Animal Ecology, Band 57, 1988, S. 595–610, Zusammenfassung, ISSN 0021-8790 (WC · ACNP).
- W. Barthlott, S. Porembski, M. Kluge, J. Hopke und L. Schmidt: Selenicereus wittii (Cactaceae). An epiphyte adapted to Amazonian Igapó inundation forests. In: Plant Systematics and Evolution, Band 206, 1997, S. 175–185, ISSN 0378-2697 (WC · ACNP).
- Die Botanischen Gärten in Deutschland. Verlag Hoffmann und Campe, 1997, ISBN 3-455-11120-3.
- Die Blumen des Jahres. Verlag Hoffmann und Campe, 2003, ISBN 3-455-09395-7.
- P. Parolin, J. Adis, M. F. da Silva, I. L. do Amaral, L. Schmidt und M. T. F. Piedade: Floristic composition of a floodplain forest in the Anavilhanas archipelago, Brazilian Amazonia. In:  Amazoniana, Band 17 (3/4), 2003, S. 399–411, Abstract, ISSN 0065-6755 (WC · ACNP).
- Loki: Hannelore Schmidt erzählt aus ihrem Leben. Verlag Hoffmann und Campe, 2003, ISBN 3-455-09408-2.
- Mein Leben für die Schule. 2005, ISBN 3-455-09486-4
- Erzähl doch mal von früher: Loki Schmidt im Gespräch mit Reinhold Beckmann. Verlag Hoffman und Campe, 2008, ISBN 3-455-50094-3.